# ماتیا مارچستی
ماتیا مارچستی (انگلیسی: Mattia Marchesetti؛ زادهٔ ۲۸ سپتامبر ۱۹۸۳) بازیکن فوتبال اهل ایتالیا است.
از باشگاه‌هایی که در آن بازی کرده‌است می‌توان به باشگاه فوتبال آلساندریا، باشگاه فوتبال کیه‌وو ورونا، باشگاه فوتبال کرمونزه، باشگاه فوتبال آ.ث. کرما ۱۹۰۸، باشگاه فوتبال تریستیانا، باشگاه فوتبال سمپدوریا، و باشگاه فوتبال ویچنزا اشاره کرد.